# 1929 (szám)
Az 1929 (római számmal: MCMXXIX) az 1928 és 1930 között található természetes szám.

## A matematikában
A tízes számrendszerbeli 1929-es a kettes számrendszerben 11110001001, a nyolcas számrendszerben 3611, a tizenhatos számrendszerben 789 alakban írható fel.
Az 1929 páratlan szám, összetett szám, félprím. Kanonikus alakja 31 · 6431, normálalakban az 1,929 · 103 szorzattal írható fel. Négy osztója van a természetes számok halmazán, ezek növekvő sorrendben: 1, 3, 643 és 1929.
Az 1929 harmincegy szám valódiosztóösszeg-függvényeként áll elő, ezek közül a legkisebb a 4311.